# Thomas Davatz

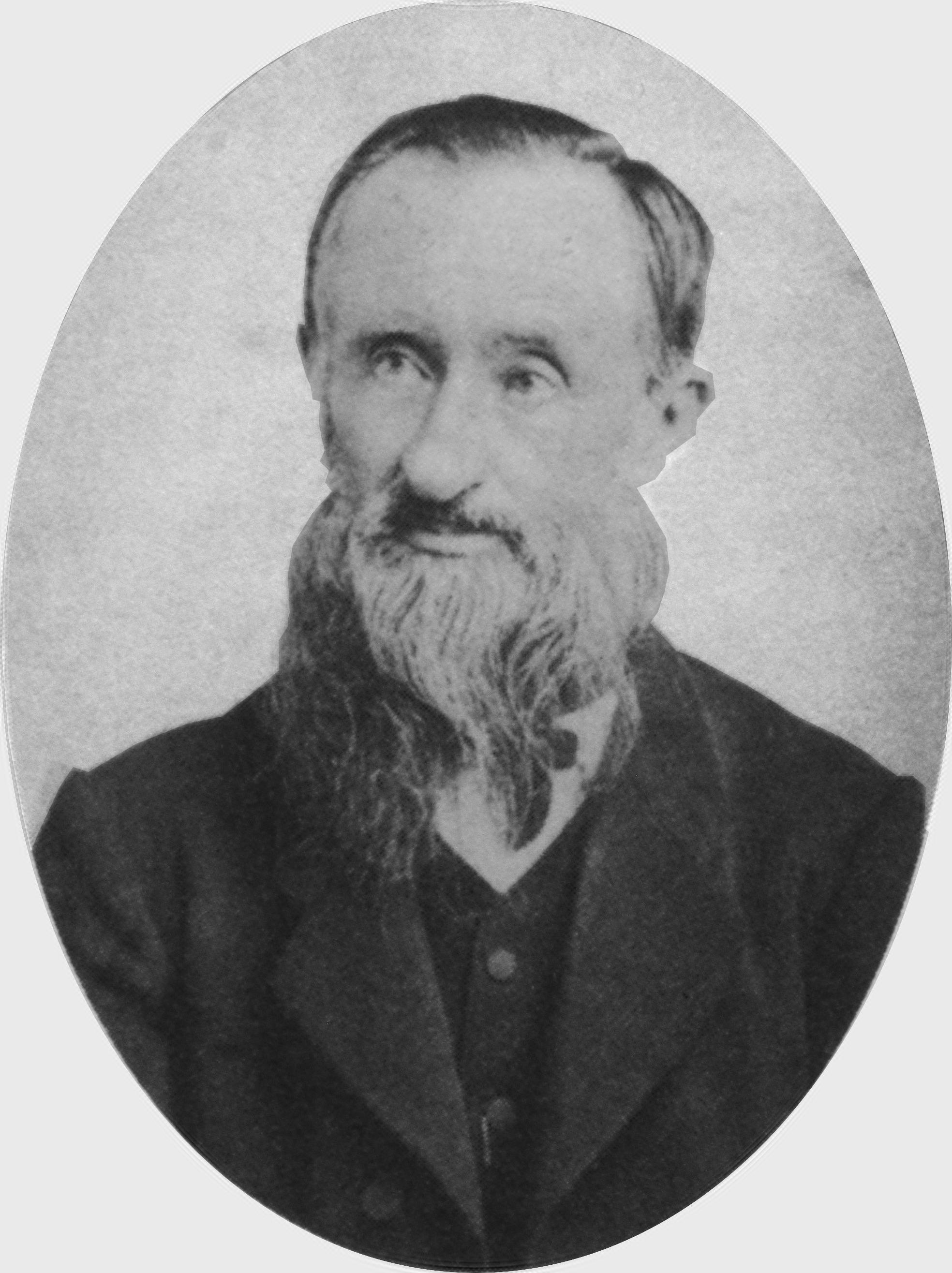
Thomas Davatz um 1880

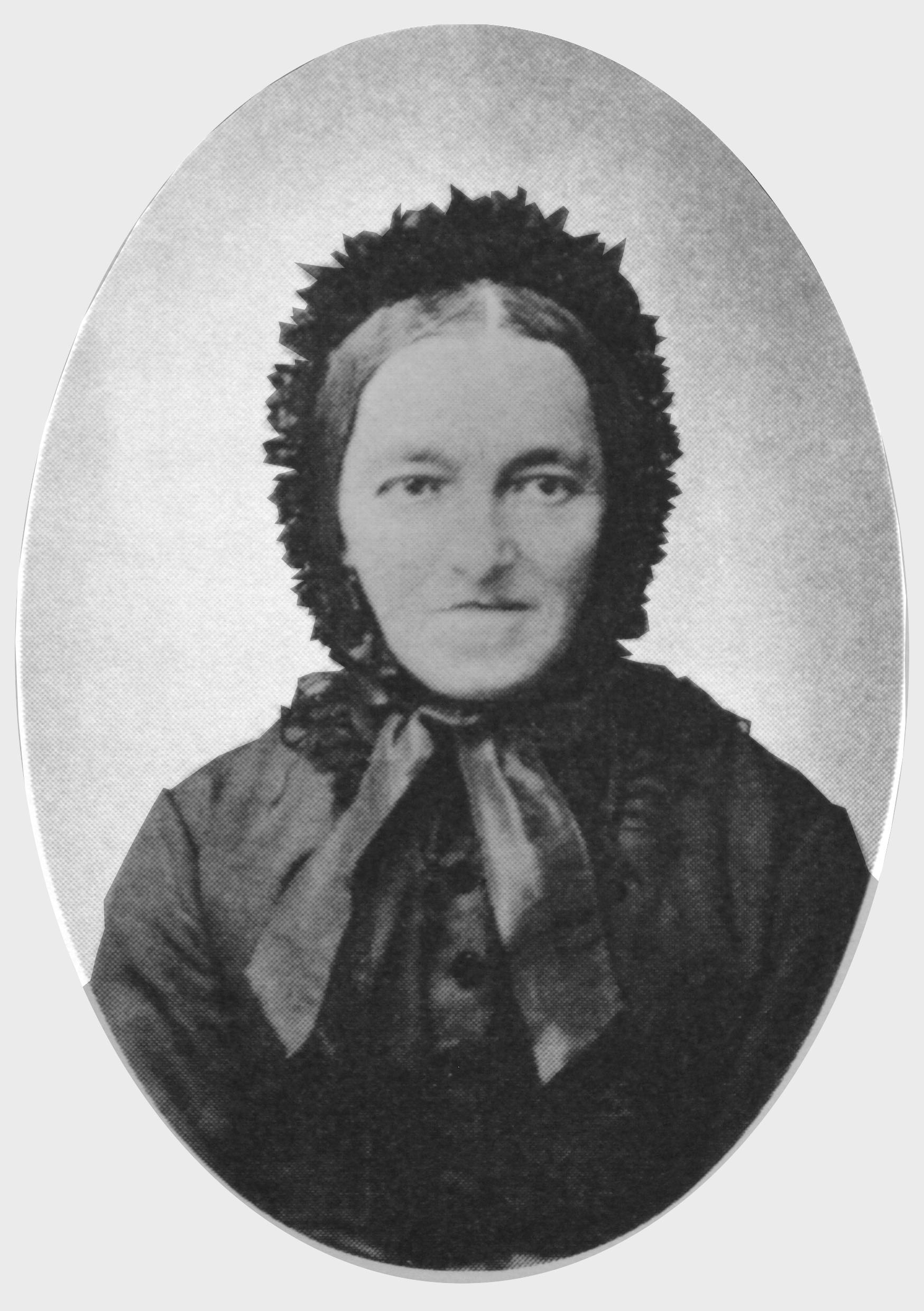
Katharina Davatz-Auer um 1880

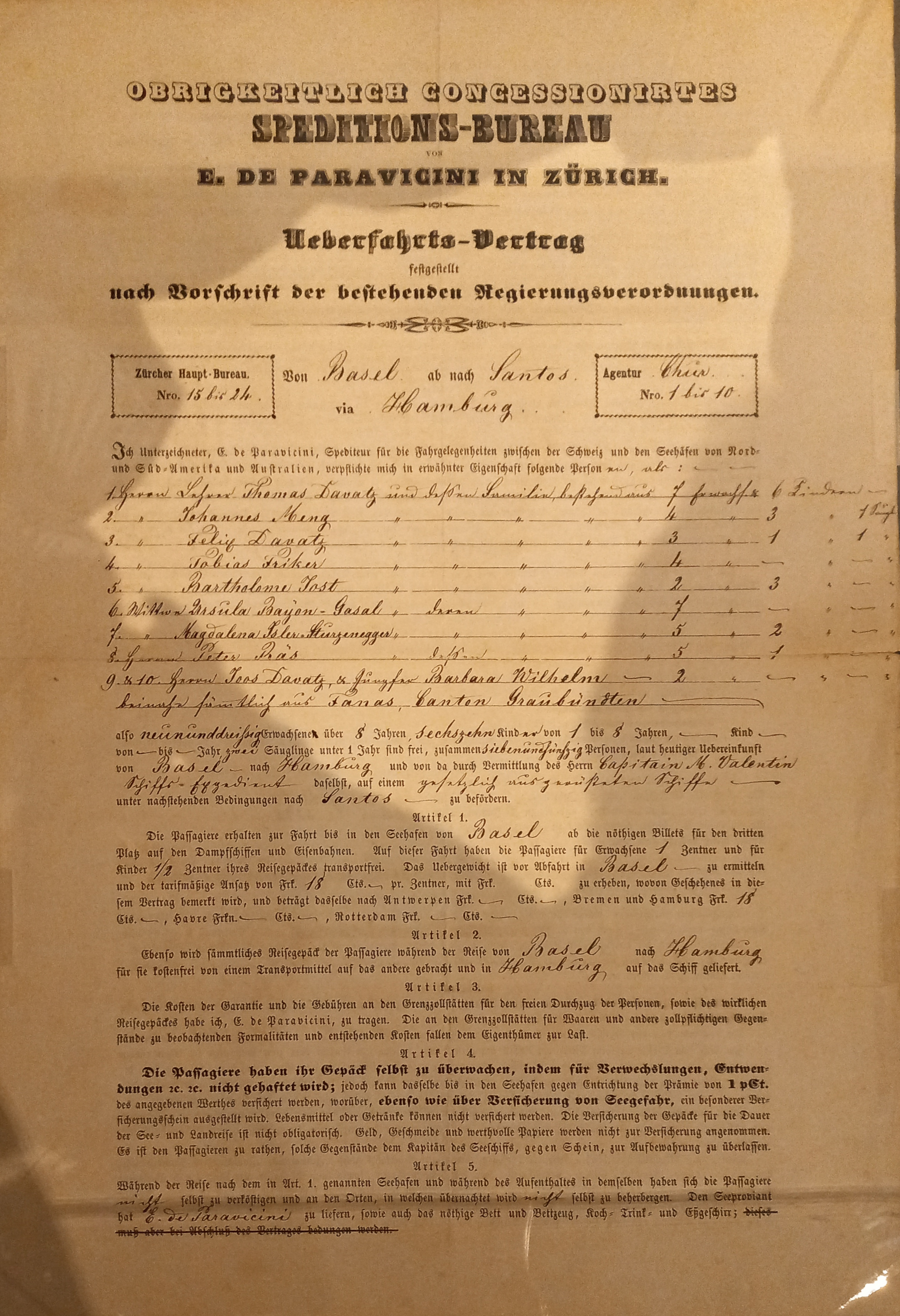
Überfahrtsvertrag der Familie Thomas Davatz für ihre Auswanderung nach Brasilien

Thomas Davatz (* 23. April 1815 in Fanas; † 6. Februar 1888 in Landquart) war ein Schweizer Lehrer pietistischer Prägung, der 1855 die Leitung einer Schweizer Auswanderergruppe nach Brasilien übernahm.
Er entstammte einer Prättigauer Kleinbauernfamilie und war in mehreren Bündner Gemeinden als Lehrer angestellt. Die Gruppe von Emigranten, deren Führung er 1855 übernahm, bestand aus Schweizern, die ihre Heimat aufgrund der schwierigen wirtschaftlichen Situation dort verließen und zu denen auch noch einige Deutsche stiessen. Gemeinsam mit ihren Familien kamen die Auswanderer auf die Kaffeeplantage Ibicaba des Senators Nicolau Pereira de Campos Vergueiro in der Provinz São Paulo, wo sie sich im Juli 1855 als Siedler niederliessen. Vergueiro hatte angesichts der zunehmenden Schwierigkeiten im Sklavenhandel ein neues Halbpachtsystem entwickelt. Anstelle der afrikanischen Sklaven suchte er europäische Arbeitskräfte und probierte mit ihnen das neue Arbeitsverhältnis aus. Das führte zu Konflikten mit den Schweizer Siedlern um Davatz, die sich gewaltfrei für die ihnen vertraglich zugesicherten Rechte, die sich von Vergueiros Halbpachtssystem unterschieden, einsetzten. Aufgrund der Konflikte, die sich nicht vollständig lösen liessen, kehrte Davatz 1857 wieder in die Schweiz zurück und verfasste dort 1858 einen Bericht über die Lebenssituation der Emigranten in Brasilien. Diese Ausführungen erregten in Europa Aufsehen und hatten Folgen für die deutsche und schweizerische Auswanderungspolitik. Heute wird sein Text von der brasilianischen und europäischen Geschichtsforschung als bedeutende Quelle betrachtet und wurde in einem historischen Roman sowie in einem Theaterstück literarisch verarbeitet.

## Biografie

### Jugend und Ausbildung

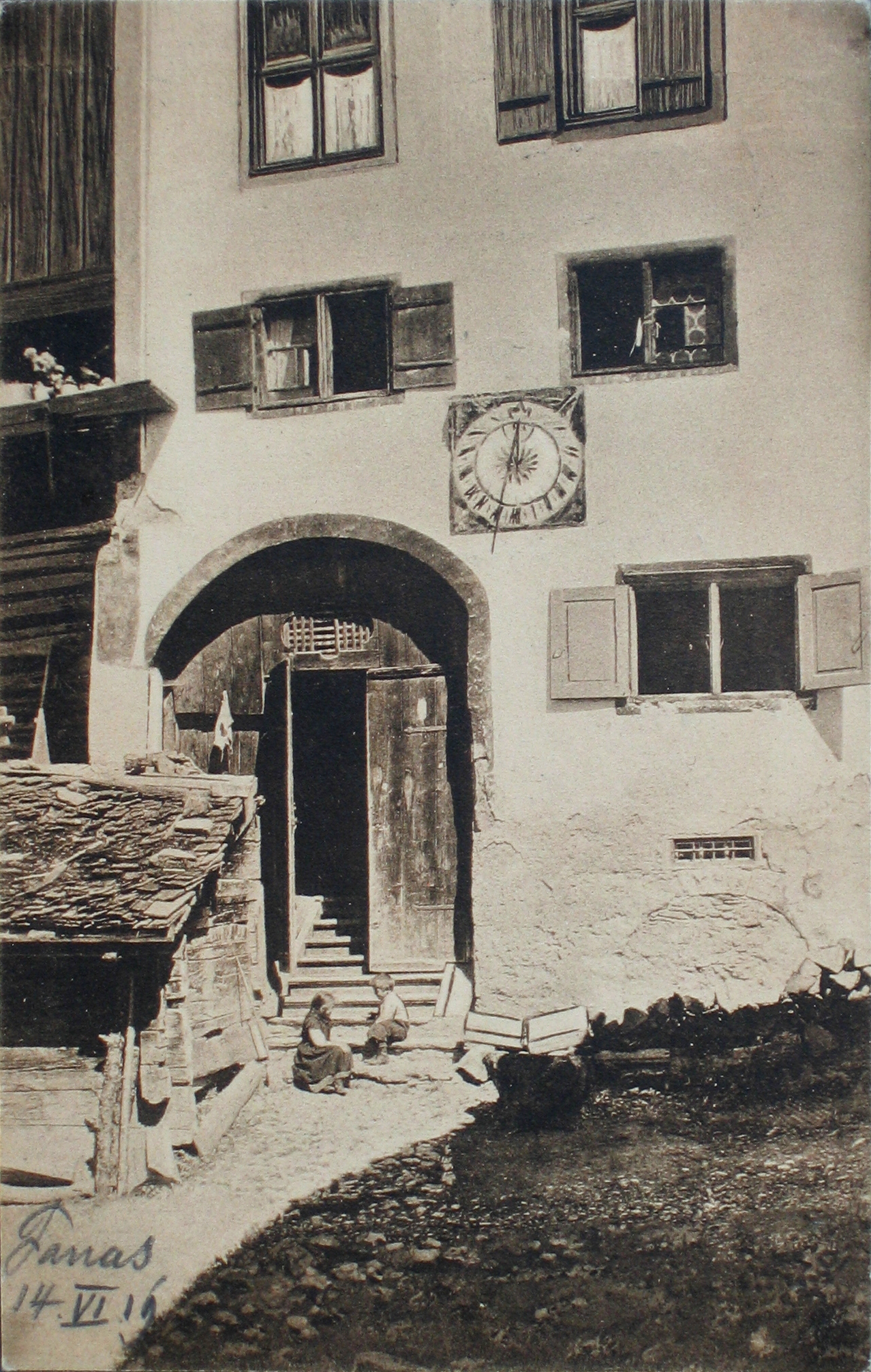
Haus Davatz in Fanas, etwa 1919

Thomas Davatz war das älteste Kind von Christian und Margreth Davatz, geborene Janett, aus Fideris. Die protestantische Familie lebte von der Landwirtschaft auf einem kleinen Gut mit etwas mehr als einer halben Hektare. Zusammen mit der jüngeren Schwester Luzia wuchs Thomas in Fanas, Kanton Graubünden, auf und besuchte dort die Dorfschule. Schon in jungen Jahren machte ihm ein «Brustleiden», vermutlich Bronchial-Asthma, zu schaffen. Nach Abschluss der Winterschule als Klassenbester übernahm Davatz in den Wintern 1834–1836, zuerst in Stellvertretung seines erkrankten Vetters, die Unterschule Fideris. Auf Empfehlung des Fideriser Pfarrers besuchte Davatz im Frühjahr 1835 das Seminar für Armenschullehrer auf Schloss Beuggen, ein soziales Werk der Deutschen Christentumsgesellschaft, wo er sich in drei Jahren zum Lehrer ausbildete. Hier entwickelte sich eine prägende Beziehung zum Direktor Christian Heinrich Zeller und dessen Familie. In der Folge war Davatz als Lehrer in Fideris und Malans tätig. Am 6. September 1840 heiratete er Katharina Auer aus Fideris. Im Sommer 1842 unterzog er sich im Bad Fideris wegen seines Bronchial-Asthmas einer Kur; den Schuldienst musste er im Herbst aufgeben. Die inzwischen dreiköpfige Familie zog zu den allein wohnenden Grosseltern nach Fanas. In dieser Zeit kam ein weiteres Kind zur Welt. Während zweier Winter führte Davatz die Oberschule in Fanas, zeitweise amtete er als Vizepräsident des Schulrats von Fanas und war Mitglied des Kreisgerichts sowie Protokollführer des Gemeinderats und Mitglied der Armenkommission.

### Auswanderung nach Brasilien
1854 beschloss er, mit seiner Familie nach Amerika auszuwandern. Seine ursprüngliche Idee war es, sich in den Vereinigten Staaten niederzulassen. Infolge der positiven offiziellen Propaganda der brasilianischen Regierung, die zinslos auf zwei Jahre Reisevorschüsse und andere Begünstigungen leistete, entschied er sich schliesslich für Brasilien. Dass diese Begünstigungen ab 1855 weggefallen waren, wurde jedoch verschwiegen. Viele Schweizer Gemeinden leisteten zudem Reisevorschüsse an ihre auswanderungswilligen Familien, allerdings oft unter der Bedingung, das gesamte Hab und Gut der betreffenden Familie in Beschlag zu nehmen. Davatz kam im Juli 1855 mit seiner Familie, die inzwischen neun Kinder zählte, nach Brasilien und führte eine Gruppe von Landsleuten an, die von der Kolonisationsfirma des Senators Nicolau Pereira de Campos Vergueiro (1778–1859) angeheuert worden waren. Diese Siedler wurden in die Provinz São Paulo auf das Landgut Ibicaba geführt, das dem Senator Vergueiro gehörte und auf dem dieser Kaffee anbauen liess. Ein Teil der Siedler war zwei anderen Landgütern zugeteilt worden. Dieser Teil musste den Fussmarsch von Ibicaba aus fortsetzen – eine Gruppe bis zum Gutshof Angelica, der ebenfalls Vergueiro gehörte, die andere Gruppe in eine andere Richtung bis zum Landgut Birÿ.

### Zurück in Landquart
Davatz stellte fest, dass das von Senator Vergueiro eingeführte Halbpachtsystem in eine Verschuldung der einzelnen Siedlerfamilien führte, aus der ein Entrinnen schwierig war. Ausserdem durchschaute er die von den Kolonisationsagenten verbreiteten Berichte als leere Versprechungen und erkannte, dass persönliche Briefe, die Klagen über das Leben auf Ibicaba enthielten oder zumindest hinsichtlich einer Auswanderung nach Brasilien abschreckend wirkten, die Verwandten in der Schweiz kaum erreicht hatten. Denn die Familie der Vergueiros besorgte den Postdienst in der Provinz St. Paulo und scheute sich nicht, Briefe zu kassieren. Nach mehreren Versuchen, für die Rechte der Kolonisten zu kämpfen, musste Davatz seinen Siedlerplan aufgeben. Er reiste 1857 mit seiner Familie wieder in die Heimat zurück. In Landquart versah er ab 1858 den Verwaltungsposten der Bahnstation und den damit verbundenen Postdienst. Nach der Trennung von Bahn und Post diente er von 1863 bis 1884 in Landquart als Posthalter und Telegraphist. Danach versah er den Posten des Salzverwalters von Landquart. 1884 wanderten die drei jüngsten Söhne Jakob (geboren 1852), Johann Peter (1857) und Thomas (1863) nach Nordamerika aus. Nach längerer Krankheit starb Thomas Davatz im Alter von 72 Jahren in Landquart. Er wurde auf dem Friedhof Mastrils begraben.

### Stammbaum
|           |           |           |           |           |           |  |  |            |            |            |            |            |            |  |  |       |       |       |       |       |       | Christian Davatz          | Christian Davatz          | Christian Davatz          | Christian Davatz          | Christian Davatz          | Christian Davatz          |                |                |  |  |         |         | Margareta Davatz-Janett | Margareta Davatz-Janett | Margareta Davatz-Janett | Margareta Davatz-Janett | Margareta Davatz-Janett | Margareta Davatz-Janett |                      |                      |                      |                      |                      |                      |  |  |                    |                    |                    |                    |                    |                    |  |  |                    |                    |                    |                    |                    |                    |
|           |           |           |           |           |           |  |  |            |            |            |            |            |            |  |  |       |       |       |       |       |       | Christian Davatz          | Christian Davatz          | Christian Davatz          | Christian Davatz          | Christian Davatz          | Christian Davatz          |                |                |  |  |         |         | Margareta Davatz-Janett | Margareta Davatz-Janett | Margareta Davatz-Janett | Margareta Davatz-Janett | Margareta Davatz-Janett | Margareta Davatz-Janett |                      |                      |                      |                      |                      |                      |  |  |                    |                    |                    |                    |                    |                    |  |  |                    |                    |                    |                    |                    |                    |
|           |           |           |           |           |           |  |  |            |            |            |            |            |            |  |  |       |       |       |       |       |       |                           |                           |                           |                           |                           |                           |                |                |  |  |         |         |                         |                         |                         |                         |                         |                         |                      |                      |                      |                      |                      |                      |  |  |                    |                    |                    |                    |                    |                    |  |  |                    |                    |                    |                    |                    |                    |
|           |           |           |           |           |           |  |  |            |            |            |            |            |            |  |  |       |       |       |       |       |       |                           |                           |                           |                           |                           |                           |                |                |  |  |         |         |                         |                         |                         |                         |                         |                         |                      |                      |                      |                      |                      |                      |  |  |                    |                    |                    |                    |                    |                    |  |  |                    |                    |                    |                    |                    |                    |
|           |           |           |           |           |           |  |  |            |            |            |            |            |            |  |  |       |       |       |       |       |       | Thomas Davatz (1815–1888) | Thomas Davatz (1815–1888) | Thomas Davatz (1815–1888) | Thomas Davatz (1815–1888) | Thomas Davatz (1815–1888) | Thomas Davatz (1815–1888) |                |                |  |  |         |         | Katharina Davatz-Auer   | Katharina Davatz-Auer   | Katharina Davatz-Auer   | Katharina Davatz-Auer   | Katharina Davatz-Auer   | Katharina Davatz-Auer   |                      |                      |                      |                      |                      |                      |  |  |                    |                    |                    |                    |                    |                    |  |  |                    |                    |                    |                    |                    |                    |
|           |           |           |           |           |           |  |  |            |            |            |            |            |            |  |  |       |       |       |       |       |       | Thomas Davatz (1815–1888) | Thomas Davatz (1815–1888) | Thomas Davatz (1815–1888) | Thomas Davatz (1815–1888) | Thomas Davatz (1815–1888) | Thomas Davatz (1815–1888) |                |                |  |  |         |         | Katharina Davatz-Auer   | Katharina Davatz-Auer   | Katharina Davatz-Auer   | Katharina Davatz-Auer   | Katharina Davatz-Auer   | Katharina Davatz-Auer   |                      |                      |                      |                      |                      |                      |  |  |                    |                    |                    |                    |                    |                    |  |  |                    |                    |                    |                    |                    |                    |
|           |           |           |           |           |           |  |  |            |            |            |            |            |            |  |  |       |       |       |       |       |       |                           |                           |                           |                           |                           |                           |                |                |  |  |         |         |                         |                         |                         |                         |                         |                         |                      |                      |                      |                      |                      |                      |  |  |                    |                    |                    |                    |                    |                    |  |  |                    |                    |                    |                    |                    |                    |
|           |           |           |           |           |           |  |  |            |            |            |            |            |            |  |  |       |       |       |       |       |       |                           |                           |                           |                           |                           |                           |                |                |  |  |         |         |                         |                         |                         |                         |                         |                         |                      |                      |                      |                      |                      |                      |  |  |                    |                    |                    |                    |                    |                    |  |  |                    |                    |                    |                    |                    |                    |
| Christian | Christian | Christian | Christian | Christian | Christian |  |  | Margarethe | Margarethe | Margarethe | Margarethe | Margarethe | Margarethe |  |  | Luisa | Luisa | Luisa | Luisa | Luisa | Luisa |                           |                           | Barbara Tabita            | Barbara Tabita            | Barbara Tabita            | Barbara Tabita            | Barbara Tabita | Barbara Tabita |  |  | Elsbeth | Elsbeth | Elsbeth                 | Elsbeth                 | Elsbeth                 | Elsbeth                 |                         |                         | Jakob Heinrich *1852 | Jakob Heinrich *1852 | Jakob Heinrich *1852 | Jakob Heinrich *1852 | Jakob Heinrich *1852 | Jakob Heinrich *1852 |  |  | Johann Peter *1857 | Johann Peter *1857 | Johann Peter *1857 | Johann Peter *1857 | Johann Peter *1857 | Johann Peter *1857 |  |  | Thomas, jun. *1863 | Thomas, jun. *1863 | Thomas, jun. *1863 | Thomas, jun. *1863 | Thomas, jun. *1863 | Thomas, jun. *1863 |

## Auswanderung in eine Halbpacht-Kolonie

### Ansiedlung in Brasilien
Davatz begleitete eine Gruppe von insgesamt 46 Schweizer Familien und mehreren Einzelpersonen, insgesamt 266 Männer, Frauen und Kinder, dazu ab Hamburg noch neun preussische Passagiere, auf das Landgut Ibicaba, das dem Senator Vergueiro gehörte. Von den ankommenden Schweizern konnten sich 20 Familien und fünf Alleinstehende hier niederlassen. Die übrigen wurden trotz heftiger Proteste der Kolonisten mit Verweis auf die vertragliche Zusicherung, Gruppen nicht zu trennen, aufgeteilt und auf die Landgüter Angelica und Birÿ weitergeführt. Senator Vergueiro hatte sie alle «importiert» und vom vertraglichen Recht, Kolonisten an andere Gutsherren zu verkaufen, Gebrauch gemacht, was die Kolonisten erst rückblickend als eigentlichen Sklavenhandel begriffen.
Schon auf seiner Seereise kam Davatz in den Genuss einiger Vergünstigungen, die wohl auf seine Funktion als «Reiseleiter» zurückzuführen sind. So schenkte ihm die Gesellschaft Vergueiro die Hälfte der Kosten für eine Schiffspassage; ausserdem standen ihm für seine Familie drei Kajütenplätze zur Verfügung. In Hamburg gab ihm Dr. Schmid ein Empfehlungsschreiben an das Haus Vergueiro mit. Auch nach der Ankunft auf dem Gutshof Ibicaba munterten ihn die beiden Söhne der Vergueiros, Joze und Luiz, die aufgrund ihrer Ausbildung in Deutschland gut Deutsch sprachen, auf, sich gut anzulassen. Dann könne er eine bevorzugte Stellung erhalten, indem er dem Direktor zur Hand gehe. Dabei könne er dessen Arbeit und die Landessprache lernen.
Die Neuankömmlinge fanden entgegen der vertraglichen Versprechungen teils unfertige oder von anderen Kolonisten besetzte Behausungen vor. So wurde die Familie von Davatz mit mehreren anderen grossen Familien während drei Wochen im sogenannten Schullokal zusammengepfercht. Davatz unterrichtete auch einige Monate und leitete als Laie protestantische Feiern wie zum Beispiel Beerdigungen oder las Predigten vor. Die Lebens- und Arbeitsbedingungen der Siedler unterschieden sich jedoch erheblich von der Propaganda, die sie zur Auswanderung bewogen hatte.

### Bericht über die Lebensbedingungen
Vor der Reise war Davatz von einigen Bündner Gemeindebehörden beauftragt worden, einen Bericht über die Arbeits- und Lebensbedingungen auf der Kolonie zu verfassen. Einen ersten Bericht, den er dem Schweizer Arzt Gattiker zur Durchsicht überlassen hatte und den dieser inhaltlich für korrekt hielt, verschickte Davatz nicht, denn Gattiker hielt den Versand des Berichts für lebensgefährlich. Dieser Bericht geriet zudem durch Gattikers Indiskretion in die Hände von Vergueiro, was Davatz aber erst Monate später feststelle. Im Februar 1856 schickte Davatz einen neu verfassten Bericht, den er der bündnerischen Regierung noch schuldig war, im Geheimen, um die Zensur seiner Korrespondenz zu umgehen. Der Postdienst der Provinz war in den Händen der Vergueiros, was ihnen ermöglichte, die Korrespondenz zu kontrollieren.
In seinem Bericht vom 19. Februar, der im Mai 1856 in Graubünden ankam, erklärte Davatz, dass die Siedler von den brillanten Versprechungen der Regierung getäuscht worden waren, Masse und Gewichte nicht stimmten, sie durch übersetzte Währungsumrechnungen betrogen wurden und alles in allem einem sklavereiähnlichen Regime unterworfen waren. Der Bericht löste in der Schweiz grosse Beunruhigung aus. Mehrere Kantone mandatierten zur Untersuchung der Zustände auf den Kaffeeplantagen den Schweizer Arzt und Geologen Jakob Christian Heusser. Die Nachricht von der bevorstehenden Untersuchung führte wiederum sowohl im Herrenhaus von Ibicaba wie auch unter den Siedlern zu Aufregung.

„Die Schrift von Davatz zeichnet ein höchst getreues Lebensbild der ‚weißen Sklaven‘ auf den brasilianischen Plantagen nach eigener Erfahrung, und verdient um so mehr die allgemeinste Beachtung als sie speziell die ‚Kolonien‘ Vergueiros schildert, welche von den brasilianischen Menschenjägern immer als das Eldorado der deutschen Arbeiter, als Musterkolonien ausposaunt wurden.“

### Der Aufstand von Ibicaba

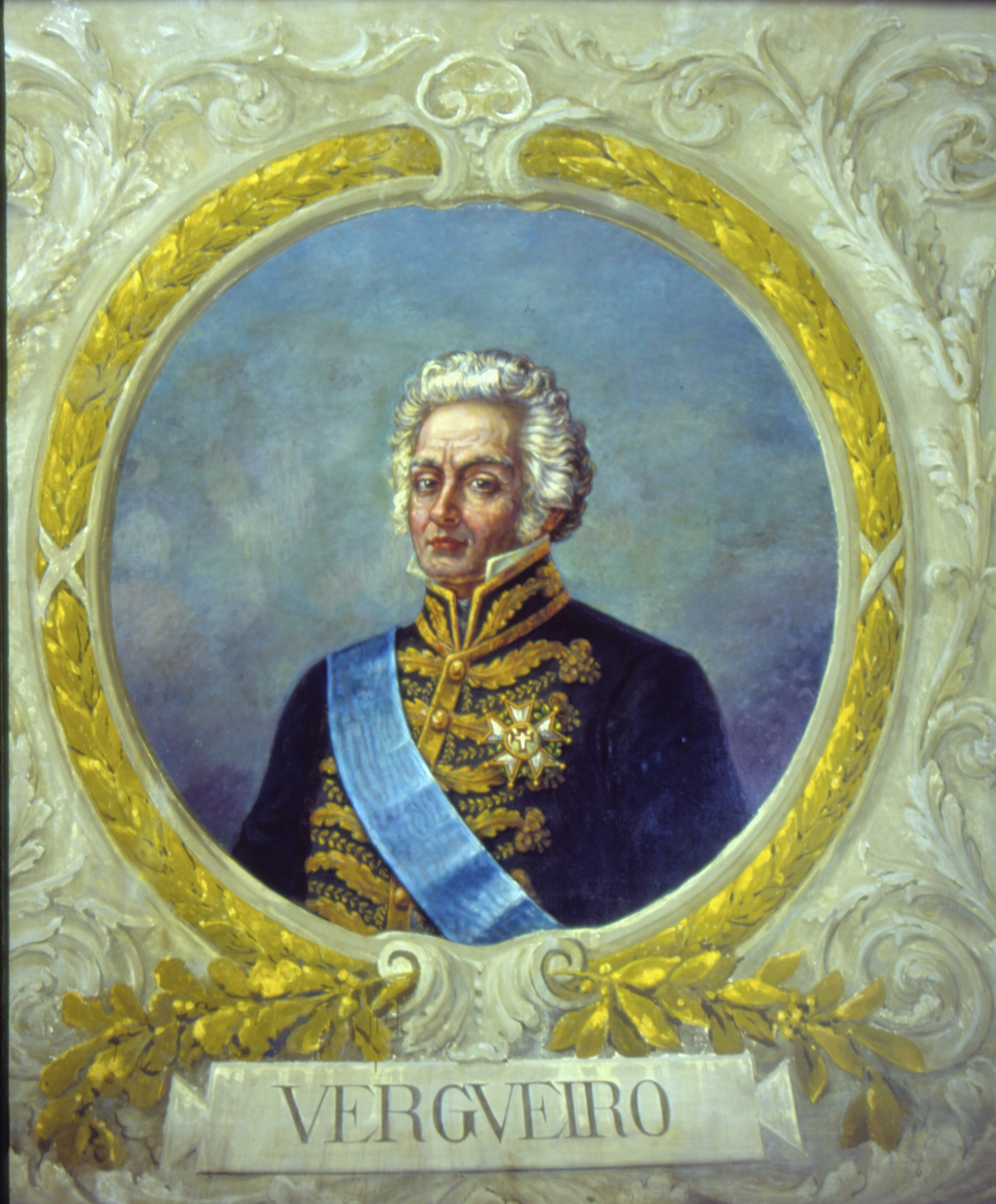
Porträt des Nicolau de Campos Vergueiro von Domenico Failutti (1872–1923), einem in Nord- und Südamerika tätigen italienischen Maler

Die Siedler versammelten sich, um ihren Kampf zur Wahrung ihrer Rechte zu organisieren. Zu diesem Zweck schlossen sie ein Abkommen, das alle verpflichtete, solidarisch und gewaltfrei für ihr Recht zu kämpfen und für mögliche Kosten gemeinsam aufzukommen. Als am 24. Dezember 1856 Davatz ins Herrenhaus zitiert wurde, umzingelten sie das Hauptquartier des Landguts, weil sie befürchteten, dass Davatz bestraft oder verletzt werden könnte. Diese Konfrontation wurde als Aufstand von Ibicaba bekannt. Sie verlief gewaltfrei und endete, als wenige Tage später der Schweizer Gesandte Jakob Christian Heusser erschien und begann, die Zustände auf Ibicaba zu dokumentieren. Während der Untersuchung von Heusser in Ibicaba bemühte sich das Herrenhaus, Harmonie mit den Siedlern zu zeigen. Heussers Untersuchung führte zur Einigung zum einen darüber, dass Davatz mit seiner Familie wieder in die Schweiz zurückkehren sollte. Zum andern klärte Heusser die Schuldensituation der einzelnen Siedlerfamilien und dokumentierte die unredlichen Vorgehensweisen der Vergueiros. Für die Siedler auf Ibicaba änderte sich jedoch unmittelbar nichts. Die Situation wurde in den folgenden Jahren sogar noch schlechter, weil Vergueiro einen neuen Direktor einstellte, der rücksichtslos seine Interessen durchsetzte. Auch einige Jahre später, 1861, erhielt der schweizerische Sondergesandte Johann Jakob von Tschudi für eine weitere Untersuchung keinen Zugang zu den Pflanzungen der Vergueiros.
Davatz blieb auf dem Landgut noch bis Anfang März 1857. Nach Todesdrohungen zog er sich allein nach Rio de Janeiro zurück; seine Familie folgte wenige Wochen später nach. Von Rio de Janeiro aus reiste Davatz im selben Jahr mit seinen Angehörigen nach Europa zurück.

## Pietistisches Sendungsbewusstsein
Davatz orientierte sich stark an dem theologischen und sozialen Verständnis, das er sich als Schüler und später als Hilfslehrer in der pietistisch geprägten Armenschule in Beuggen angeeignet hatte. Die Schule stand in engem Kontakt mit der Basler Missionsgesellschaft, die ab der ersten Hälfte des 19. Jahrhunderts Missionare nach Brasilien entsandte. Direktor Zellers Bildungsideal in Beuggen war es, durch Gebet und Arbeit wahre Gottseligkeit und praktische Tüchtigkeit zu erreichen. Jeder seiner Zöglinge sollte sein eigenes Brot erwerben können. Als Heimvater lehrte Zeller seine Schüler, Verantwortung für die anderen zu übernehmen, sich für die anderen verantwortlich zu fühlen und durch eigene Arbeit das Wohl des Ganzen und jedes einzelnen Mitglieds zu stärken. «Einer für alle, alle für einen!» Das Motto, das Davatz Jahre später beim Aufstand von Ibicaba wählte, führt der brasilianische Historiker und Theologe Marlon Ronald Fluck auf Davatz' Erfahrungen in Beuggen zurück. Davatz selbst zeigt sich in seinen Schriften als religiöser Mensch, beispielsweise in seiner Beschreibung der Reise nach Brasilien. Er dankt Gott für seinen Schutz während der Seereise, beklagt sich aber auch, dass viele Gottes Wort nicht lesen, eine vorgelesene Predigt oder ein Sonntagsevangelium nicht hören wollten.
Des Weiteren legt Fluck dar, dass Davatz in der Auswanderung nicht nur die Möglichkeit zur Gründung einer Existenz für die Familie sah. Davatz habe sich beteiligen wollen an der «Bildung und Sammlung einer Gemeinde des Herrn, die auf Ihn zu warten und Ihm entgegenzugehen willens ist», wie Davatz am 16. Mai 1884 seinen Söhnen in die USA schrieb. In einem Brief vom 20. Oktober 1855 aus Ibicaba an Gustav Lutz, einen Kaufmann in Rio de Janeiro, schreibt Davatz mit Bezug auf eine mögliche Umsiedlung auf Land der Zentralregierung, dass er sich imstande halte, eine sicherere Auswanderung als die von Vergueiro durch ‹wirklich erweckte, geförderte, gläubige Christen› zu organisieren. «Dies sei ‹ein guter Grund und Kern› zum Aufbau einer Gemeinde, ‹die in diesem grossen Lande ein Licht auf einem Berge (sein) würde›. Auf diese Weise könnte sich eine ‹Anstalt zur Erziehung und Verbreitung von Lehrern und Evangelisten› etablieren, sowie auch die Herausgabe ‹einer in gläubigem Sinne abgefassten Zeitschrift› oder die Verteilung von Büchern ‹zur Erleuchtung dieses Landes›». Fluck führt auch an, dass sich Davatz schon während seiner Vorbereitungen auf die Auswanderung intensiv mit dem Entwurf einer Gemeindeverfassung auseinandergesetzt habe. Deshalb wollten die Prättigauer Auswanderer «unter Davatz zusammenbleiben und […] eine selbständige ökonomische (Davatz wollte sogar eine politische) Gemeinde bilden».

## Folgen
Der Fall erreichte die kaiserlichen Behörden Brasiliens und gab Anlass zur Sorge, dass er die Kolonialprojekte der Regierung erschüttern könnte. 1858 veröffentlichte Davatz einen ausführlichen Bericht, den er im Untertitel als Not- und Hilferuf bezeichnete. Darin legte er seine Erfahrungen mit der klaren Absicht dar, die Auswanderungsbewegung zu bekämpfen, die in seiner Heimat ausgelöst wurde. Er bedauerte zutiefst, ausgewandert zu sein, und fühlte sich für das unglückliche Schicksal verantwortlich, das er seinen Freunden zugefügt hatte, dies umso mehr, als er einer der grossen Befürworter der Reise gewesen war. Tatsächlich versiegte durch die schlechte Presse in Europa die Auswanderung in die Halbpacht-Kolonien zusehends. Mehrere deutschsprachige Länder warnten vor der Auswanderung in diese Gegenden; auch Portugal erkundigte sich nach den dortigen Verhältnissen. Der schweizerische Sondergesandte Johann Jakob von Tschudi, der auch im Namen der deutschen Staaten und insbesondere Preussens auftreten durfte, besuchte 1861 mit Ausnahme der Kolonien von Vergueiro verschiedene Halbpacht-Kolonien, um die Situation zu überprüfen. In seinem Bericht bestätigte er Davatz’ Bericht zu einem grossen Teil und erreichte eine Konsularkonvention, welche vor allem die rechtlichen Bedingungen der Schweizer Siedler in der Provinz St. Paulo sowie in Rio de Janeiro und Espírito Santo verbessern sollte. Mit der Entsendung des schweizerischen Sondergesandten Tschudi fand ein langes innenpolitisches Machtgeplänkel in der Schweiz zwischen den Kantonen und dem Bund sein Ende. Denn der Bund, der sich ausschliesslich für die Sicherheit der Schweizer im Ausland zuständig erklärt hatte, hatte sich lange geweigert, sich dafür einzusetzen, dass die Firma Vergueiro & Cie die Rückzahlungen an die Gemeinden leiste.

## Rezeption

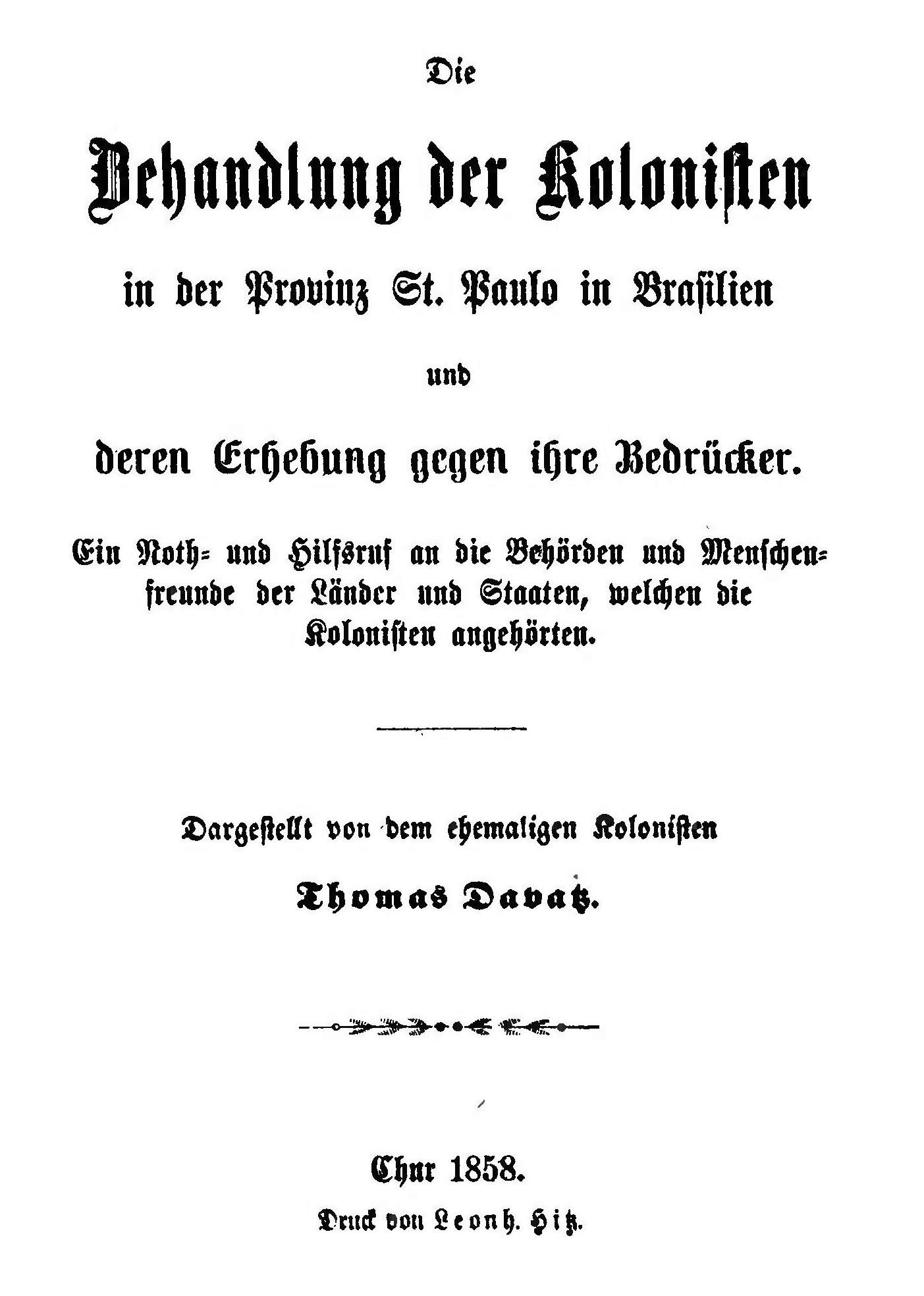
Titelblatt von Davatz’ Bericht

Davatz’ Bericht über die Behandlung der Kolonisten hat keinen grossen literarischen Wert, gilt aber als eines der wichtigsten Dokumente der deutsch-schweizerischen Kolonisierung in Brasilien. Yan de Almeida Prado besass das einzige bekannte Druckexemplar in Brasilien, dessen Text der Schriftsteller Mário de Andrade studierte. Dieser verfasste in den 1930er Jahren zwei Artikel, in denen er die damalige Politik mit der nationalen Situation seines Landes zu seiner eigenen Zeit verglich. Er beurteilte Davatz’ Bericht als «eine der interessantesten Informationen über Senator Vergueiros Versuch, mit Deutschen und Schweizern sein Landgut zu besiedeln.» In der Beschreibung dieses Aufstandes der Kolonisten gegen ihre Unterdrücker werde das Buch sehr interessant: Die dreistesten Verfahren der Unterdrückung, der Verschleierung, der Dominanz seien gegen die Kolonisten und besonders gegen Davatz eingesetzt worden. Es handle sich um einen mit dem Tod bedrohten ‚Revolutionär‘, auf den in nächtlichen Hinterhalten lohnabhängige Schwarze warten; der Vorwand der Kolonisten werde als neuer und sehr gefährlicher Sieg entstellt.
Mit seinen Publikationen löste Andrade eine neue, kritische Sichtweise auf das Kolonialisierungssystem aus, die der offiziellen Sichtweise der Elite seiner Zeit widersprach. Denn Davatz habe nicht wie von Ausländern erwartet eine malerische Beschreibung Brasiliens geliefert, erklärt die Sozialhistorikerin Ilka Stern Cohen, sondern so heikle Themen wie Unterdrückung, Übergriffe der Mächtigen und die Reaktionen der Unterdrückten thematisiert. Das seien für die nationale Leserschaft unangenehme Themen und grösstenteils unbekannte Sachverhalte gewesen.
Rubens Borba de Morães, Direktor der Gemeindebibliothek von São Paulo, betraute den anerkannten Historiker Sérgio Buarque de Holanda mit der Übersetzung von Davatz' Bericht ins Portugiesische und ermunterte ihn, zur Kontextualisierung ein historisches Vorwort zu verfassen. Die Übersetzung erschien 1951 unter dem neutral gehaltenen Titel Memórias de um colono no Brasil (Erinnerungen eines Kolonisten in Brasilien). Das Ergebnis stellte einen Meilenstein in der Geschichtsschreibung bezüglich der Kolonisierung in São Paulo dar. Es diente als Grundlage für eine Reihe weiterer Forschungen und eröffnete ein neues Forschungsgebiet: Das Studium des kolonialen Partnerschaftssystems zwischen den Grossgrundbesitzern und den freien und angestellten Arbeitern, einem System, das eingerichtet wurde, um die Sklavenarbeit schrittweise zu ersetzen. Idealistischerweise und vielversprechend sah das System vor, Produktionszentren zu schaffen, die den Kolonisten als ländliche Schule dienen und sie mit den ersten Mitteln für eine zukünftige wirtschaftliche Unabhängigkeit versorgen sollten. Die Umsetzung dieses Systems scheiterte jedoch.
Laut Marlon Ronald Fluck ebnete Davatz mit seinem Engagement für die reformierten Kolonisten auf Ibicaba der autonomen Wirksamkeit der Basler Mission auf brasilianischem Boden den Weg.
Jeroen Dewulf stellt die Frage, wie es möglich war, dass sich die Schweiz aufgrund des Berichts von Davatz genötigt sah, «einen ihrer Stardiplomaten nach Brasilien zu schicken, um dort mit dem Kaiser persönlich die Sache zu verhandeln. Wie gelang es [Davatz], dass Preussen kurz nach dem Erscheinen seines Berichtes die Auswanderung nach Brasilien per Gesetz verbot und dass in São Paulo das ganze parceria-System wenige Jahre später aus Mangel an Kolonisten einging?» Eine mögliche Erklärung sieht Dewulf im Prinzip der «narrativen Legitimation». Davatz' Bericht sei kein objektiver Bericht über die Ereignisse in Brasilien, sondern eine konstruierte, teilweise sogar literarisch geprägte Darstellung der Fakten. So werde der entscheidende Abschnitt des Berichts mit einem klaren Ziel bis in den dritten Teil hinausgezögert. Davatz versuche, sich durch viele präzise Auskünfte beispielsweise über die verschiedensten Arten von brasilianischen Kürbissen im ersten Teil und über die Vertragsparagraphen, die angeblich von Vergueiro nicht respektiert worden seien, im zweiten Teil als glaubwürdigen Darsteller der Revolte zu legitimieren. Aus dem armen Berichterstatter Davatz werde im Verlauf der Erzählung ein überzeugender Erzähler, der sich auskennt. Dadurch gewinne er nicht nur die Sympathie der Leser, sondern auch an Überzeugungskraft. Davatz stelle sich ausserdem als jemand dar, der trotzig jeder Form der Korruption widersteht, obwohl es anscheinend leicht gewesen wäre, dadurch seine Lage und die seiner Familie zu verbessern. So erscheine Davatz dem Leser nicht nur sympathisch, sondern gar vorbildlich. Dewulf sieht Parallelen zu Schillers Wilhelm Tell. In beiden Werken verabreden die Männer ein nächtliches Treffen und legen ein feierliches, vor Gott bekräftigtes Handgelübde ab. Davatz bezeichne sich nicht als Revolutionär, sondern als Freiheitskämpfer wie einst seine Vorfahren auf dem Rütli. Auch im Titel verwendet Davatz den Begriff „Erhebung“, nicht etwa „Aufstand“ oder gar „Revolution“. Dewulf sieht in Davatz' Bericht die Auffassung bestätigt, «wonach sich die schweizerische Identität durch eine ausgeprägte Freiheitsidee kennzeichnen lässt». «Davatz denkt und handelt nicht als Einzelperson, sondern nach Prinzipien, die man als demokratisch bezeichnen könnte.»
Schon Mário de Andrade fand die beiden ersten Kapitel über die allgemeinen Lebensgrundlagen in der Provinz São Paulo und über den Versuch, die Sklavenarbeit durch Kolonisten zu ersetzen, ziemlich monoton. Ihm gefiel aber die intime Naivität des Erzählers und die Aufrichtigkeit seines Schreibens, das dank dieser beiden Eigenschaften der Wahrheit nahe kommen dürfte.
Laut Bruno Grabriel Witzel de Souza wurde Davatz' «Büchlein», wie Davatz seinen Bericht oft nannte, zu einem der wichtigsten, weil es Informationen aus erster Hand liefert, und zwar aus einem Blickwinkel, der in historischen Aufzeichnungen selten ist: der des Arbeiters, der für sich selbst spricht, und nicht von anderen interpretiert wird, wie es in konsularischen Aufzeichnungen, offiziellen Berichten, Strafverfahren usw. der Fall ist. Aufgrund seiner Untersuchung zur materiellen Beschaffenheit des Büchleins von Thomas Davatz stellt Witzel de Souza fest, dass sich das Wesen des Werks im Gegensatz zwischen der materiellen Armut und dem Detailreichtum zeige, dieser Gegensatz vielleicht gar wesentlich für den Autor Davatz sei, der sich öfters in der Verkleinerungsform (Büchlein) auf seine Veröffentlichung bezogen habe. Sein «Büchlein» strahle die enormen Spannungen zwischen einem armen eingewanderten Schulmeister und einem der größten Potentaten des brasilianischen Reiches physisch aus, zwischen einem gebrechlichen und schwächlichen Mann und seiner unnachgiebigen, ja kompromisslosen Persönlichkeit bei der Verteidigung seiner Ideen; zwischen den Ereignissen in einem Winkel des ländlichen São Paulo im 19. Jahrhundert und dem universellen Streben der Einwanderer nach einem besseren Leben.
Das Schicksal der Schweizer Kolonisten unter der Führung von Thomas Davatz inspirierte die Schweizer Schriftstellerin Eveline Hasler zu ihrem historischen Roman Ibicaba. Das Paradies in den Köpfen. Die erste Ausgabe erschien 1985. Für ihr Werk orientierte sich Hasler vorwiegend an Davatz' historischen Berichten und zur Konstruktion des Kontrasts zwischen Wirklichkeit und Illusion mit Zitaten aus den historischen Nummern der Zeitschrift Der Kolonist sowie an Zieglers Dissertation Schweizer statt Sklaven von 1985. Durch den ganzen Roman zieht sich ein Dialog zwischen der historischen Figur des Thomas Davatz und der fiktiven Anna Barbara Simmen, kurz Barbara genannt. Mit diesem Dialog schafft es Hasler, das Geschehen auch aus weiblicher Perspektive darzustellen, die in den historischen Quellen von Davatz fehlt, aber auch in der Geschichtsforschung zu kurz kommt. Laut der Literaturwissenschaftlerin Gabi Rosmarie Kathöfer trage Haslers Roman zu einer postkolonialen Kritik der europäischen Siedlungen im Ausland bei und rufe zu einer Frauengeschichte der Emigration auf. Haslers Roman erschien auch in portugiesischer Übersetzung.
Der Direktor der brasilianischen Theatergruppe «Pingo D’água» von Cordeirópolis, Roberto Vignati, schuf auf der Basis von Eveline Haslers Roman das Theaterstück Ibicaba – terra prometida („Ibicaba – versprochenes Land“) und führte es 2008 in verschiedenen Städten Brasiliens auf.

## Schriften
- Die Behandlung der Kolonisten in der Provinz St. Paulo in Brasilien und deren Erhebung gegen ihre Bedrücker. Ein Noth- und Hilfsruf an die Behörden und Menschenfreunde der Länder und Staaten, welchen die Kolonisten angehörten. Dargestellt von dem ehemaligen Kolonisten Thomas Davatz. Leonh. Hitz, Chur 1858 (wikisource.org).
  - Memórias de um colono no Brasil (1850). Tradução, prefácio e notas de Sérgio Buarque de Holanda. Martins, São Paulo 1941 (Digitalisat im Internet Archive). 2. Auflage 1951.
- Thomas Davatz: Beschreibung einer Reise von der Tardisbrücke Kt. Graubünden, Schweiz, bis nach Ybicaba, Provinz S. Paulo, Brasilien. Mit einem Vor- und Nachwort von Sylvester Davatz sowie einem Nachruf. In: Bündner Monatsblatt: Zeitschrift für Bündner Geschichte, Landeskunde und Baukultur. Nr. 4, 1997, S. 262–302 (e-periodica.ch [PDF]).